# Fédération Française de Tennis
Fédération Française de Tennis (FFT)  er det styrende organ for tennissporten i Frankrig. Forbundet blev stiftet i 1920 og varetager organisationen, koordination og promovering af tennis i hele landet. Forbundet arrangerer flere tennisturneringer i Frankrig, herunder French Open, administrerer de franske landshold, herunder Davis Cup- og Fed Cup-holdene og supporterer de franske tennisklubber. Forbundets navn var Fédération Française de Lawn Tennis, indtil det skiftede til det nuværende i 1976.